# Avant-garde (art)
Pour les articles homonymes, voir Avant-garde.
 (mai 2022).
Si vous disposez d'ouvrages ou d'articles de référence ou si vous connaissez des sites web de qualité traitant du thème abordé ici, merci de compléter l'article en donnant les références utiles à sa vérifiabilité et en les liant à la section « Notes et références ».

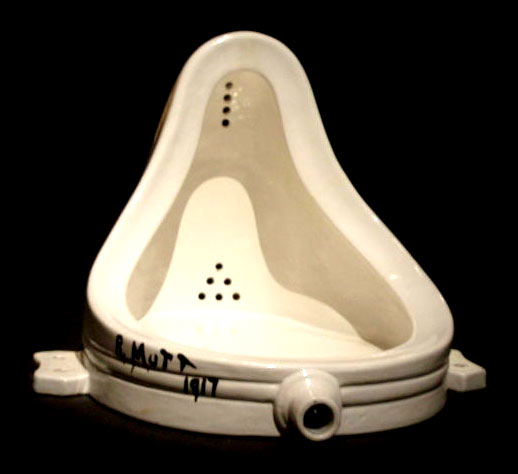
Fontaine de Marcel Duchamp, musée national d'Art moderne.

Le terme avant-garde désigne, depuis le XIXe siècle, des personnes qui entreprennent des actions nouvelles ou expérimentales, en particulier dans les arts et la culture.  Cette pratique s'inspire des idées de la Révolution française et comme elle, n'exclut pas que s'en réclament des personnages installés au cœur du pouvoir politique et hostiles à la société civile. Peter Sloterdijk définit l'avant-gardisme comme « la compétence permettant de forcer tous les membres d'une société à adopter une décision sur une proposition qui n'émane pas d'elle-même ».
Dire d'un artiste qu'il représente l'avant-garde, c'est dire qu'il crée l'art académique du futur. En art, quelques artistes avant-gardistes refusent toute affiliation avec leurs prédécesseurs et se placent donc en porte à faux en refusant tout art antérieur. Le terme est souvent utilisé en art à propos d'artistes qui « seraient » en avance sur leur époque.
Selon l'avant-garde, la valeur d'une œuvre se confond avec son caractère inouï, en avance sur son temps. Il n'y a pas un modèle éternel du Beau, l'artiste se doit de concentrer dans sa production l'essence de la modernité, encore en gestation, de rompre avec les conceptions artisanales de l'art, avec le culte de la nature et le réalisme de l'art figuratif. Sous une forme moins directement liée à l'idée d'une mission historique de l'artiste, l'avant-gardisme renvoie à une conception individualiste de la création. Tout peut devenir art, si l'artiste le décide, l'artiste étant libéré de tout stéréotype social ou esthétique. « S'il faut en finir avec l'art figuratif, s'il faut cesser d'imiter la nature, c'est pour être enfin pleinement en mesure d'exprimer la subjectivité », écrit Luc Ferry à propos de Vassily Kandinsky. L'avant-garde oscille entre une conception, fonctionnelle ou ludique, de l'art comme partie prenante du monde industriel ou post-moderne, et une radicalité provocante, choquante, et pas seulement à l'égard du passé. Cette ambiguïté est très sensible chez Andy Warhol, ou plutôt les divergences des interprètes. Alain Jouffroy dit du Pop art qu'il « est signifiant : il fige le banal quotidien qui fuit autour de nous ; usant d'une technique banale, il tend un miroir glacé dans lequel se reflète une civilisation de consommation ».

## Histoire

### Début duXXesiècle
Avec le futurisme et l'expressionnisme, l'Europe entre 1900 et 1920 est un exemple connu de période d'avant-garde artistique. Elle semble saisie d'une « onde spirituelle », à l'intérieur de laquelle les mouvements artistiques se comprennent mieux. Les contacts entre artistes d'Allemagne, de France ou d'Italie sont intenses. Les principaux acteurs des mouvements, tels Filippo Tommaso Marinetti (futurisme) et Herwarth Walden (expressionnisme), sont souvent amis. Au départ les différences entre mouvement sont ténus : une même œuvre peut être considérée tantôt comme futuriste, tantôt comme cubiste, tantôt comme expressionniste, dans différentes expositions. 
Les écrits théoriques circulent rapidement. Cependant, chaque mouvement conserve des caractéristiques propres : par exemple, le thème de la machine est valorisé dans le futurisme, dévalorisé dans l’expressionnisme ; le futurisme est plutôt optimiste, l’expressionnisme plutôt pessimiste ; les deux mouvements ne sont pas totalement synchrones : les premières œuvres de l’expressionnisme datent de 1905/1906, celles du futurisme de 1909. Tout cela permet d'affirmer que ces avant-gardes n'ont pas été propres à une esthétique, mais qu'elle se sont nourries de la rencontre de plusieurs mouvements.

## Théories générales

### En tant qu'expérimentation
Selon Daniel Bell, l'avant-garde ne serait que l'expression de la société libérale contemporaine, qui a su renoncer à l'éthique ascétique du premier capitalisme, et privilégie désormais les valeurs de spontanéité. Cependant, il y a encore dans l'art avant-gardiste une dimension, non pas spontanée, mais bien théorique et même expérimentale, de l'ordre de la déconstruction plutôt que de la provocation gratuite. Paul Valéry soulignait cette affinité de l'art nouveau et de la recherche expérimentale. Si « l'époque fait du neuf machinalement », « cherche à s'imposer par l'étonnement », « la recherche du fait a passé des sciences dans les arts ». L'avant-garde s'est efforcée de rendre explicite les a priori de la conception classique de l'œuvre ou de l'artiste, afin d'explorer de nouvelles propositions, symétriques de celles de l'esthétique constituée, ou de pousser à leurs limites, jusqu’à l'absurde, les propositions classiques. La sérialité met en question l'idée de l'unicité de l'œuvre, la musique atonale conteste la mélodie. La production mécanique conteste l'idée de création. On mettra encore à la torture l'idée d'une différence essentielle entre l'art et la trivialité, comme Duchamp et son célèbre urinoir Fontaine. On crut avoir atteint un point extrême en 1961 lorsque Piero Manzoni produisit « merda d'artista », une boîte fermée censée contenir de ses propres excréments. Mais on a pu par la suite admirer, dans le même ordre d'idées, une machine à produire artificiellement des excréments : Cloaca (Wim Delvoye).
Malgré ces tentatives originales, Harold Rosenberg parle de « tradition du nouveau », à savoir une sorte de véritable académisme de la rupture, qui laisserait le public généralement assez indifférent.

### Question de l'Être
Luc Ferry souligne qu'il est bien question de l'Être dans l'avant-garde, ou du moins chez ses pionniers, et pas seulement de crispation moderniste ou narcissique sans profondeur ni enracinement, de l'ordre de la mode. La mise en cause de la représentation classique s'explique par la recherche de représentations moins faciles mais plus vraies de l'Être, que Luc Ferry rapproche des recherches des mathématiciens sur l'hyperespace.
La tache n'est pas l'apparence d'une tache, elle est seulement une tache. Au nom de la présence du réel, c'est bien l'art lui-même, comme interprétation, qui est contesté. Certains craignent pourtant que la plupart de ces tentatives vaillent davantage par la démarche intellectuelle qu'elles illustrent que par la présence sensible des productions. Selon Jean Clair, critique des avant-gardes, « plus l'œuvre se fera mince, plus savante son exégèse ».

### Avenir
Là où Jean Clair fait le procès des artistes et de leurs responsabilités, Luc Ferry préfère soulever la question du sens de l'art dans une société qui en a fini avec le sacré, et où la banalité a triomphé de toute transcendance.
Il ne sert à rien de vouloir provoquer dans un monde où rien ne fait scandale, la seule provocation possible est de rompre avec ce relativisme cynique sans passer pour réactionnaire en dépassant le sens esthétique premier pour lui insuffler un sens moral, voire politique. Cornelius Castoriadis annonce ainsi le possible renouveau d'une authentique culture démocratique.
Le déferlement des images les banalise, entraîne aussi une exténuation du réel lui-même. Dans cette quasi production de masse, le sacré est partout, le star system n'a pas d'autre moteur. En ce sens, on peut même plutôt attendre de l'avant-garde qu'elle déconstruise cette sacralité du spectacle, ce qu'elle n'a d'ailleurs pas manqué de faire. L'art contemporain serait à percevoir comme une simple mise en scène du vide du monde contemporain.
Concernant l'avenir de l'art, les avant-gardes peuvent se distinguer selon qu'elles le voient sous la forme d'un mythe social ou d'une utopie. Cette distinction a été faite par Georges Sorel, sociologue français, pour décrire comment passer d'un principe à une action. Un mythe social, pense-t-il, est l'expression d'une volonté, et ne peut se discuter ; une utopie est le résultat d'une réflexion, elle peut servir de modèle et peut donc prendre plusieurs variations. Les avant-gardes ont une obsession commune, qui est la mise en mouvement des masses par des images. Certaines, comme le futurisme, supposent que cette mise en mouvement est plus efficace si elle se fait sans discussion, donc plutot à partir d'un mythe. C'est ainsi que le futurisme a construit un langage plastique capable de former un mythe de la catastrophe.

## Origines de la notion

### Claude Henri de Saint-Simon (1825)
Claude Henri de Rouvroy, comte de Saint-Simon (1760-1825), petit-cousin du duc de Saint-Simon (1675-1755), le célèbre mémorialiste, est un des inventeurs de l'idée socialiste, consistant à abolir la propriété naturelle au profit d'un despotisme des savants. C’est dans son ouvrage Opinions littéraires, philosophiques et industrielles publié à Paris en 1825 qu’il est le premier, semble-t-il, à avoir utilisé le terme d'"avant-garde" dans un sens dépassant la simple portée militaire pour lui donner un contenu plus large, surtout révolutionnaire.
Dans une vision donnant la conduite du nouvel ordre social aux artistes, hommes de sciences et industriels, il imagine un dialogue entre un artiste et un scientifique et fait dire par le premier :

« C’est nous, artistes, qui vous servirons d’avant-garde : la puissance des arts est en effet la plus immédiate et la plus rapide. Nous avons des armes de toute espèce : quand nous voulons répandre des idées neuves parmi les hommes, nous les inscrivons sur le marbre ou sur la toile… Quelle plus belle destinée pour les arts, que d’exercer sur la société une pression, un véritable sacerdoce et de s’élancer en avant de toutes les facultés intellectuelles, à l’époque de leur plus grand développement ! »

### Gabriel Laverdant (1845)
Le même sens révolutionnaire sera repris un peu plus tard dans un texte du critique d’art Gabriel-Désiré Laverdant (1802-1884) De la mission de l’art et du rôle des artistes qui est paru en 1845 :

« L’Art, expression de la Société, exprime, dans son essor le plus élevé, les tendances sociales les plus avancées ; il est le précurseur et le révélateur. Or, pour savoir si l’art remplit dignement son rôle d’initiateur, si l’artiste est bien à avant-garde, il est nécessaire de savoir où va l’Humanité, quelle est la destinée de l’Espèce. »

(À l'inverse, Platon était hostile aux artistes). À partir de cette époque, le terme avant-garde se charge d’un contenu sociologique et artistique. Il est repris par les tenants de la « dialectique » de Hegel (1770-1831), avec ses passages de thèse, vers antithèse et ensuite synthèse. L’avant-garde y est donné pour la vision antithétique d’un groupe d’artistes à un moment donné de l’évolution artistique. Celle-ci est ensuite absorbée par le corps social dans son moment de synthèse, jusqu’à ce qu’un déséquilibre apparaisse à nouveau, qui sera également réduit par l’« évolution dialectique ».

## Citation
« Les arts d'avant-garde ont, dans les dernières cinquante années, atteint une pureté et réussi une délimitation radicale de leur champ d'activité sans exemple dans l'histoire de la culture. Les arts sont à présent en sécurité, chacun à l'intérieur de ses frontières légitimes, et le libre échange a été remplacé par l'autarcie ».